# 二部作
二部作（にぶさく）は、二つにそれぞれ分かれていながら、同じ一つの主題を持つ作品群のこと。デュオロジー（英：duology）。

## 概要
数多くの作品で見られる形態である。

## 実例

### 劇・詩
- フランク・ヴェーデキント
  - ルル二部作 - 「地霊」「パンドラの箱」

### 音楽
- 平井堅
  - 純愛二部作 - 「哀歌」「君の好きなとこ」

### 小説
- 大佛次郎
  - 虚無僧変化・二部作
- 嶽本野ばら
  - 下妻物語二部作 - 『下妻物語 ヤンキーちゃんとロリータちゃん』『下妻物語・完 ヤンキーちゃんとロリータちゃんと殺人事件』
- ダン・シモンズ
  - ハイペリオン二部作 - 『ハイペリオン』・『ハイペリオンの没落』
- 山田宗樹
  - 嫌われ松子二部作 - 『嫌われ松子の一生』『続・嫌われ松子の一生 ゴールデンタイム』
- ルイス・キャロル
  - アリス二部作 - 『不思議の国のアリス』『鏡の国のアリス』

### 漫画
- 石田スイ
  - 東京喰種二部作 - 『東京喰種』・『東京喰種:re』

### ドラマ
- NHKドラマ
  - 大河ドラマ『いだてん〜東京オリムピック噺〜』（主人公が1部・2部で異なる）
  - 銀河テレビ小説
    - たけしくん、ハイ!シリーズ - 『たけしくん、ハイ!』・『続・たけしくん、ハイ!』
    - まんが道二部作 -『まんが道』・『まんが道 青春編』
- TBS系ドラマ
  - 18歳シリーズ - 『おくさまは18歳』・『なんたって18歳!』
  - 長男の嫁シリーズ - 『長男の嫁』・『長男の嫁2～実家天国』
- フジテレビ系ドラマ
  - うちの嫁さんシリーズ - 『うちの嫁さんあっちむいてプイ!』・『うちの嫁さんどっちむいてプイ!』
  - ボクたちのドラマシリーズ お願い○○!二部作 - 『お願いダーリン!』・『お願いデーモン!』
  - ムコ殿シリーズ - 『ムコ殿』（2001年）・『ムコ殿2003』
  - リーガルハイシリーズ - 『リーガル・ハイ』（2012年）・『リーガルハイ』（2013年）
- テレビ朝日系ドラマ
  - 鈴木由美子二部作 - 『おそるべしっっ!!!音無可憐さん』・『可愛いだけじゃダメかしら?』
  - 倉本聰脚本・やすらぎの郷二部作 - 『やすらぎの郷』・『やすらぎの刻〜道』
- 特撮
  - キカイダーシリーズ - 『人造人間キカイダー』・『キカイダー01』
  - ライオン丸シリーズ - 『快傑ライオン丸』・『風雲ライオン丸』
  - スーパーロボットバロン二部作 - 『スーパーロボット レッドバロン』・『スーパーロボット マッハバロン』
  - イナズマンシリーズ - 『イナズマン』・『イナズマンF』
  - アクマイザー3二部作 - 『アクマイザー3』・『超神ビビューン』

### 映画
- クエンティン・タランティーノ監督
  - キル・ビル二部作 - 『キル・ビル Vol.1』『キル・ビル Vol.2』
- クリス・コロンバス監督、トール・フロイデンタール監督
  - パーシー・ジャクソン二部作 - 『パーシー・ジャクソンとオリンポスの神々』『パーシー・ジャクソンとオリンポスの神々:魔の海』
- クリント・イーストウッド監督
  - 硫黄島二部作 - 『父親たちの星条旗』『硫黄島からの手紙』
- スティーヴン・ソダーバーグ監督
  - チェ二部作 - 『チェ 28歳の革命』『チェ 39歳 別れの手紙』
- S・S・ラージャマウリ監督
  - バーフバリ二部作 - 『バーフバリ 伝説誕生』『バーフバリ 王の凱旋』
- ネッド・ベンソン監督
  - ラブストーリーズ二部作 - 『ラブストーリーズ コナーの涙』『ラブストーリーズ エリナーの愛情』
- フリッツ・ラング監督
  - 大いなる神秘二部作 - 『王城の掟』『情炎の砂漠』
- ロバート・ロドリゲス監督
  - シン・シティ二部作 - 『シン・シティ』『シン・シティ 復讐の女神』
- 金子修介監督
  - デスノート二部作 - 『デスノート』『デスノート the Last name』
- 樋口真嗣監督
  - 進撃の巨人二部作 - 『進撃の巨人 ATTACK ON TITAN』『進撃の巨人 ATTACK ON TITAN エンド オブ ザ ワールド』

### アニメ
- インフィニット・ストラトス
  - テレビアニメ版二部作 - 『(同タイトル)』・『インフィニット・ストラトス2』
- 機動戦士ガンダムSEED
  - テレビアニメ版二部作 - 『(同タイトル)』・『機動戦士ガンダムSEED DESTINY』
- 海のトリトン
  - 劇場版二部作 - 前編（1979年公開）・後編（未公開、（VHS、LD、DVD発売））
- 銀河鉄道999
  - 劇場版二部作 - 『銀河鉄道999』・『さよなら銀河鉄道999 アンドロメダ終着駅』
- ∀ガンダム
  - 劇場版二部作 - 『劇場版∀ガンダムI 地球光』・『劇場版∀ガンダムII 月光蝶』
- マクロスF
  - 劇場版二部作 - 『劇場版 マクロスF 虚空歌姫〜イツワリノウタヒメ〜』・『劇場版 マクロスF 恋離飛翼〜サヨナラノツバサ〜』
- シドニアの騎士
  - テレビアニメ版二部作 - 『(同タイトル)』・『シドニアの騎士 第九惑星戦役』
- 中二病でも恋がしたい！
  - テレビアニメ版二部作 - 『(同タイトル)』・『中二病でも恋がしたい! 戀』
- 這いよれ! ニャル子さん
  - テレビアニメ版二部作 - 『(同タイトル)』・『這いよれ! ニャル子さんW』
- めだかボックス
  - テレビアニメ版二部作 - 『(同タイトル)』・『めだかボックス アブノーマル』
- やはり俺の青春ラブコメはまちがっている。
  - テレビアニメ版二部作 - 『(同タイトル)』・『やはり俺の青春ラブコメはまちがっている。続』

### ゲーム
- ソニックシリーズ
  - ソニックアドベンチャー二部作 - 『ソニックアドベンチャー』 ・ 『ソニックアドベンチャー2』

### その他
テレビ番組
- NHK
  - ガッテンシリーズ - 『ためしてガッテン』・『ガッテン!』
- 日本テレビ
  - カネボウ提供音楽番組（金曜23時） - 『FAN』・『FUN』
  - 鉄腕!DASH!!シリーズ - 『鉄腕!DASH!!』・『ザ!鉄腕!DASH!!』（1998.4 - 放送中）
  - ○○どうぶつ園シリーズ - 『天才!志村どうぶつ園』・『I LOVE みんなのどうぶつ園』（2020.10 - 放送中）
- テレビ朝日
  - 東リ提供クイズ番組 - 『東リクイズ・イエス・ノー』（毎日放送）・『パネルクイズ アタック25』（朝日放送テレビ）
  - 欽どこ（平日正午枠）二部作 - 『欽ちゃんのどこまで笑うの!?』・『欽どこTV!!』
  - 財部誠一経済番組 - 『ねっとパラダイス』・『サタデー総合研究所』
- TBS
  - 加トちゃんケンちゃん二部作 - 『加トちゃんケンちゃんごきげんテレビ』・『KATO&KENテレビバスターズ』
  - からくりTVシリーズ - 『さんまのからくりTV』・『さんまのSUPERからくりTV』
- テレビ東京
  - 美の巨人たちシリーズ - 『美の巨人たち』・『新美の巨人たち』（2019.4 - 放送中）
- フジテレビ
  - 夢で逢えたらシリーズ - 『夢で逢えたら』・『夢の中から』
  - ワーズワースシリーズ - 『ワーズワースの庭で』・『ワーズワースの冒険』
  - めちゃイケ二部作 - 『めちゃ×2モテたいッ!』・『めちゃ×2イケてるッ!』
  - キリン提供タモリ二部作 - 『タモリの新・哲学大王!』・『タモリのネタでNIGHTフィーバー!』
  - メントレシリーズ - 『メントレ』・『メントレG』
  - 僕らの音楽シリーズ - 『僕らの音楽 Our Music』・『僕らの音楽II』
- 毎日放送
  - 明色ゲーム合戦シリーズ - 『明色お笑いゲーム合戦』・『明色スターゲーム合戦』
  - 世界まるごと○○シリーズ - 『世界まるごとHOWマッチ』・『世界まるごと2001年』
- 関西テレビ
  - 胸いっぱいシリーズ - 『たかじん胸いっぱい』・『胸いっぱいサミット!』
  - 発掘!あるある大事典シリーズ - 『発掘!あるある大事典』・『発掘!あるある大事典II』（打ち切り）
- 読売テレビ
  - 木曜21時台
    - 関口宏・三宅裕司司会番組
      - テンベストSHOWシリーズ - 『輝け!噂のテンベストSHOW』・『新テンベストSHOW』
      - どっちの料理ショーシリーズ - 『どっちの料理ショー』・『新どっちの料理ショー』

    - 秘密のケンミンSHOWシリーズ - 『秘密のケンミンSHOW』・『秘密のケンミンSHOW 極』（2020.4 - 放送中）

  - そこまで言って委員会シリーズ - 『たかじんのそこまで言って委員会』・『そこまで言って委員会NP』（2015.4 - 放送中）
- CBCテレビ
  - すばらしき仲間シリーズ - 『すばらしき仲間』・『すばらしき仲間II』
- BS朝日
  - 鉄道・絶景の旅シリーズ - 『鉄道・絶景の旅』・『新 鉄道・絶景の旅』（放送中）
- BS-TBS
  - 酒場放浪記シリーズ - 『吉田類の酒場放浪記』（2003.9 - ）・『おんな酒場放浪記』（2012.4 - ）
- CSフジテレビONE+TWO+NEXT
  - みんなの鉄道シリーズ - 『みんなの鉄道』・『新・みんなの鉄道』

ラジオ番組
- オールナイトニッポン
  - 福山雅治のオールナイトニッポンシリーズ - 『福山雅治のオールナイトニッポン』・『福山雅治のオールナイトニッポンサタデースペシャル・魂のラジオ』